# 戈爾工 (漫威漫畫)
戈爾工（英語：Gorgon）是一名在漫威漫畫中出現的虛構角色，由作家史丹·李和藝術家積克·高比所創作。戈爾工首次於《驚奇4超人》#44（1965年11月）中登場，是異人族皇室一員。

## 人物
戈爾工是黑蝠王和麥西穆斯的堂兄弟。他在少年時代便接受了泰瑞根之霧的異變，獲得了超越常人的體能，而雙腳也轉化成為蹄子，能製造高強度的地震波。

## 其他媒體

### 電視
- 《異人族》：真人電視劇，由艾密·伊庫瓦克（英语：Eme Ikwuakor）飾演[1]。

### 遊戲
- 《漫威：未來之戰》：手機遊戲，戈爾工是玩家可使用角色之一[2]。

## 外部連結
- 戈爾工 （页面存档备份，存于） Marvel.com